# Lublaňská botanická zahrada
Lublaňská botanická zahrada (slovinsky Ljubljanski botanični vrt), oficiálně Botanická zahrada Univerzity v Lublani (Botanični vrt Univerze v Ljubljani), je hlavní slovinská botanická zahrada a nejstarší taková zahrada v jihovýchodní Evropě. Ve Slovinsku představuje jednu z nejstarších kulturních, vědeckých a vzdělávacích institucí. Nachází se v lublaňské čtvrti Rudnik, na ulici Ižanska cesta podél Gruberova kanálu. Spravuje ji biologické oddělení Biotechnické fakulty Univerzity v Lublani.
Zahrada vznikla v roce 1810 pod vedením botanika Franze Hladnika. V dané éře byla Lublaň metropolí Ilyrských provincií. Tamější zahrada se v rámci kontinentální Evropy zařadila mezi ty průměrně staré. Stala se součástí mezinárodní organizace Botanic Gardens Conservation International a k roku 2010 spolupracovala s více než 270 botanickými zahradami po celém světě. Na ploše dvou hektarů pěstuje okolo 4 500 rostlinných druhů a poddruhů, z nichž přibližně třetina jsou slovinské endemity. Zbylé rostliny pocházejí z evropských areálů a dalších kontinentů.